# Den tavse Anklager
Den tavse Anklager (originaltitel The Silent Accuser) er en amerikansk stumfilm fra 1924 instrueret af Chester M. Franklin.

## Medvirkende
- Eleanor Boardman som Barbara Jane
- Raymond McKee som Jack
- Earl Metcalfe som Phil
- Paul Weigel
- Edna Tichenor